# كالفي ريزورتا
كالفي ريزورتا، (بالإنجليزية: Calvi Risorta)‏، هي أسقفية سابقة و(بلدية) في مقاطعة كازيرتا في منطقة كامبانيا الإيطالية، وتقع عبر فيا كاسيلينا على بعد حوالي 40 كم (25 ميل) شمال غرب نابولي وحوالي 25 كم (16 ميل) شمال غرب كازيرتا.

## السكان
في سنة 1861 بلغ عدد السكان 2٬646 نسمة، وتطور العدد ليصل في سنة 2011 لـ 5٬785 نسمة.
يظهر هذا المخطط البياني تطور النمو السكاني لـ كالفي ريزورتا